# 장성진
장성진(1975년 4월 7일 ~ )은 두산 베어스에서 뛰었던 전 야구 선수다. 군산상업고등학교, 건국대를 1년 만에 중퇴하여 상무 입대했다.

## 출신학교
- 군산상업고등학교
- 건국대학교 (1994학번)(중퇴)

## 기록
- 1999년: 57경기 68.2이닝 1승 1S 2.62
- 2000년: 34경기 33.1이닝 2승 4홀드 2.97
- 2001년: 33경기 38이닝 1패 5홀드 5.21
- 2002년: 10경기 14이닝 1패 5.79

## 같이 보기
- 2000년 두산 베어스 시즌
- 2001년 두산 베어스 시즌